# Culebra

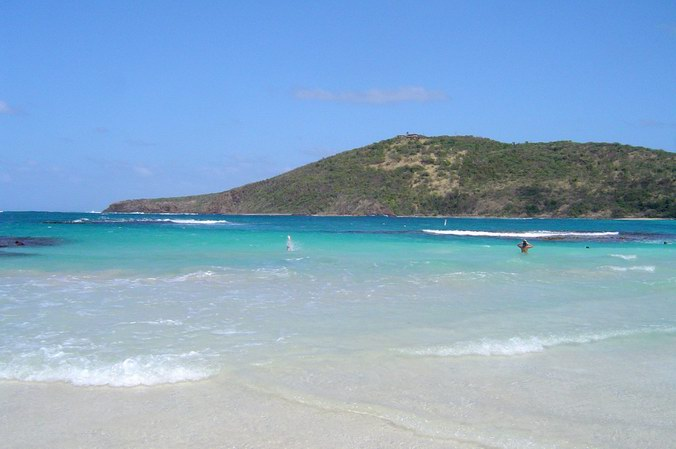
Pláž Flamenco

Culebra je ostrov v Karibiku náležící k Portoriku. Nachází se východně od Velkého ostrova (šp.„Isla Grande“, ang.„Main Island“). Na severu omývá ostrov Atlantský oceán s pláží Flamenco. Jeho rozloha je 30,10 km², žije zde přibližně 1 800 obyvatel.
Ostrov, podobně jak sousedící Vieques, v minulosti využívala americká armáda. Pozůstatky po její přítomnosti jsou stále pozorovatelné.

## Externí odkazy

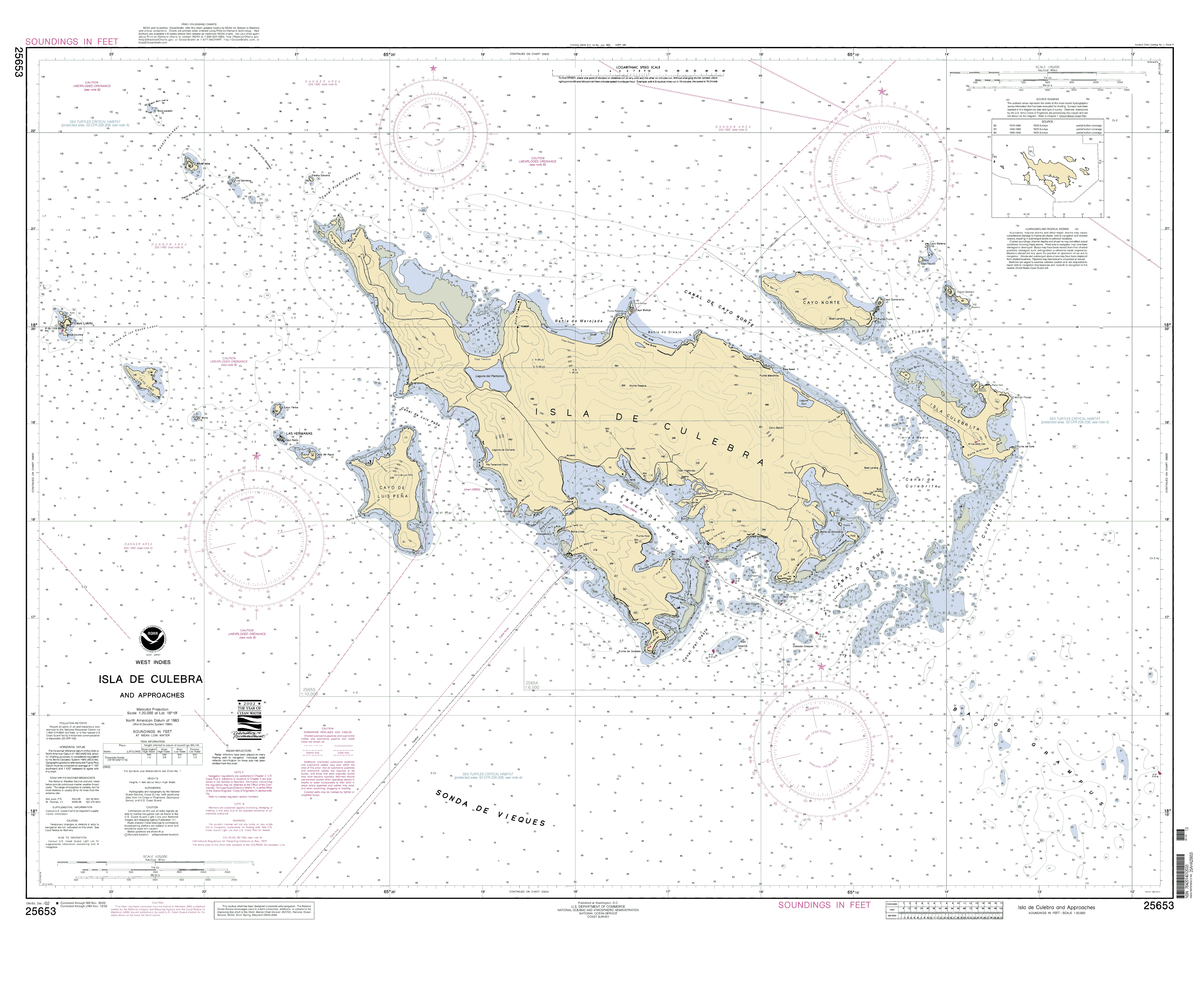
Námořní mapa ostrova a okolí